# Strobilanthes attenuatus
Strobilanthes attenuatus är en akantusväxtart. Strobilanthes attenuatus ingår i släktet Strobilanthes och familjen akantusväxter.

## Underarter
Arten delas in i följande underarter:
- S. a. attenuatus
- S. a. nepalensis